# Cytheropteron inornatum
Cytheropteron inornatum är en kräftdjursart som beskrevs av Brady och Robertson 1872. Cytheropteron inornatum ingår i släktet Cytheropteron och familjen Cytheruridae. Inga underarter finns listade i Catalogue of Life.